# ورزشگاه جووانی زینی
 ورزشگاه جووانی زینی  (به ایتالیایی: Stadio Giovanni Zini) ورزشگاهی در شهر کرمونا در کشور ایتالیا است.
بازی‌های خانگی باشگاه فوتبال کرمونزه در این ورزشگاه برگزار می‌شود.